# Affan Ramić
Affan Ramić (Derventa, 15. lipnja 1932. – Sarajevo, 19. svibnja 2015.), bosanskohercegovački je slikar bošnjačkoga podrijetla.

## Životopis
Rođen je 5. lipnja 1932. u Derventi. Školu za primijenjenu umjetnost završio je u Sarajevu i Akademiju likovnih umjetnosti u Beogradu 1957. godine u klasi Marka Čelebonovića. Slikarstvo je specijalizirao u Parizu 1963. i Pragu 1967. Intenzivno se bavio kolažom, a u jednoj fazi koristio se filigranskim crtežom, adahnut ornamentikom staroga bosanskoga nakita.
Dobitnik je mnogobrojnih nagrada za umjetnički rad, među kojima je i Šestotravanjsku nagradu grada Sarajeva, Zlatna plaketa humanizma - Međunarodne lige humanista. Od 2005. godine postaje redovni član Akademije znanosti i umjetnosti Bosne i Hercegovine. Sedamdesetih godina 20. stoljeća bio je predsjednik Udruge likovnih umjetnika Bosne i Hercegovine i Udruge likovnih umjetnika Jugoslavije.
Preminuo je u Sarajevu 19. svibnja 2015. u 83. godini uslijed zatajenja srca. Pokopan je na groblju Lav u Sarajevu. 

## Djela
- Kostelski enterijer, ulje na platnu, 1967.
- U kanjonu Neretve
- Torzo u kamenu
- Katuni pod Veležom, kombinirana tehnika

## Nagrade
- 1957. - Nagrada Sekretarijata za kulturu SR Srbije
- 1965. - Šestotravanjska nagrada grada Sarajeva za slikarstvo
- 1970/72. - Otkupna nagrada za slikarstvo na III. i V. Sarajevskom salonu
- 1971. - Nagrada za slikarstvo na II. Izložbi jugoslavenskog portreta u Tuzli
- 1973. - Srebrna plaketa Saveza likovnih umjetnika Jugoslavije
- 1975. - Otkupna nagrada na III. Izložbi jugoslavenskog portreta u Tuzli
- 1975. - Priznanje prigodom 30 godina HDLU - a za razvoj likovne umjetnosti u Bosni i Hercegovini
- 1984. - Godišnja nagrada ULUBiH-a.
- 1991. - Zlatno kolo: godišnja nagrada Republičke zajednice kulture Bosne i Hercegovine
- 1998. - Zlatna plaketa humanizma – Međunarodne lige humanista
- 2001. - Nagrada Sloboda Međunarodnoga centra za mir
- 2005. - Zahvalnica prigodom 50 godina postojanja Kamernog teatra 55 - Sarajevo
- 2005. - Povelja osnivačima Helsinškoga odbora u povodu 10 godina postojanja – Sarajevo